# Manríquez
Manríquez är en ort i Mexiko.   Den ligger i kommunen Salvatierra och delstaten Guanajuato, i den centrala delen av landet, 200 km väster om huvudstaden Mexico City. Manríquez ligger 1 811 meter över havet och antalet invånare är 204.
Terrängen runt Manríquez är kuperad söderut, men norrut är den platt. Runt Manríquez är det ganska tätbefolkat, med 166 invånare per kvadratkilometer. Närmaste större samhälle är Salvatierra, 6,0 km norr om Manríquez. I omgivningarna runt Manríquez växer huvudsakligen savannskog.